# Operclipygus setiventris
Operclipygus setiventris (лат.) — вид мелких жуков-карапузиков из подсемейства Histerinae, (Exosternini). Южная Америка: Французская Гвиана.

## Описание
Длина 2,37—2,71 мм, ширина 1,97—2,31 мм. Цвет красновато-коричневый. От близких видов отличается следующими признаками: мужской метавентрит вдавленный и сетчатый; тело широкое и сильно вдавленное, больше у самцов, чем у самок, но заметно у обоих полов; внешняя метавентральная полоса параллельна внутренней латеральной метавентральной полосе по крайней мере на половине её длины; эдеагус короткий, широкий, с сильным медиовентральным отростком. Вид был впервые описан в 2013 году энтомологами Майклом Катерино (Michael S. Caterino) и Алексеем Тищечкиным (Santa Barbara Museum of Natural History, Санта-Барбара, США). Вид O. setiventris был отнесён к группе видов Operclipygus panamensis, близок к видам Operclipygus depressus.